# Catedral de Santo Egídio

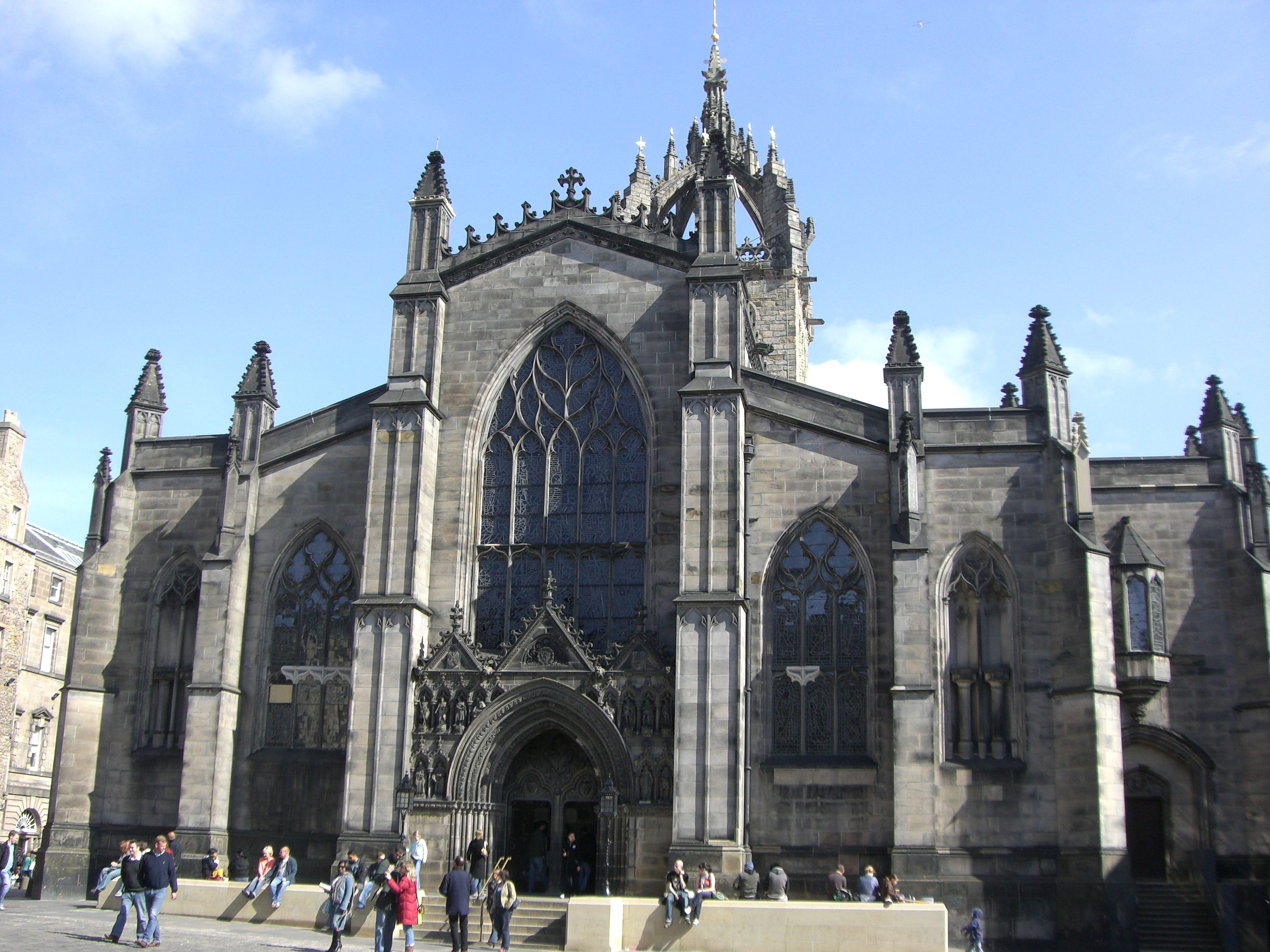
A fachada da catedral

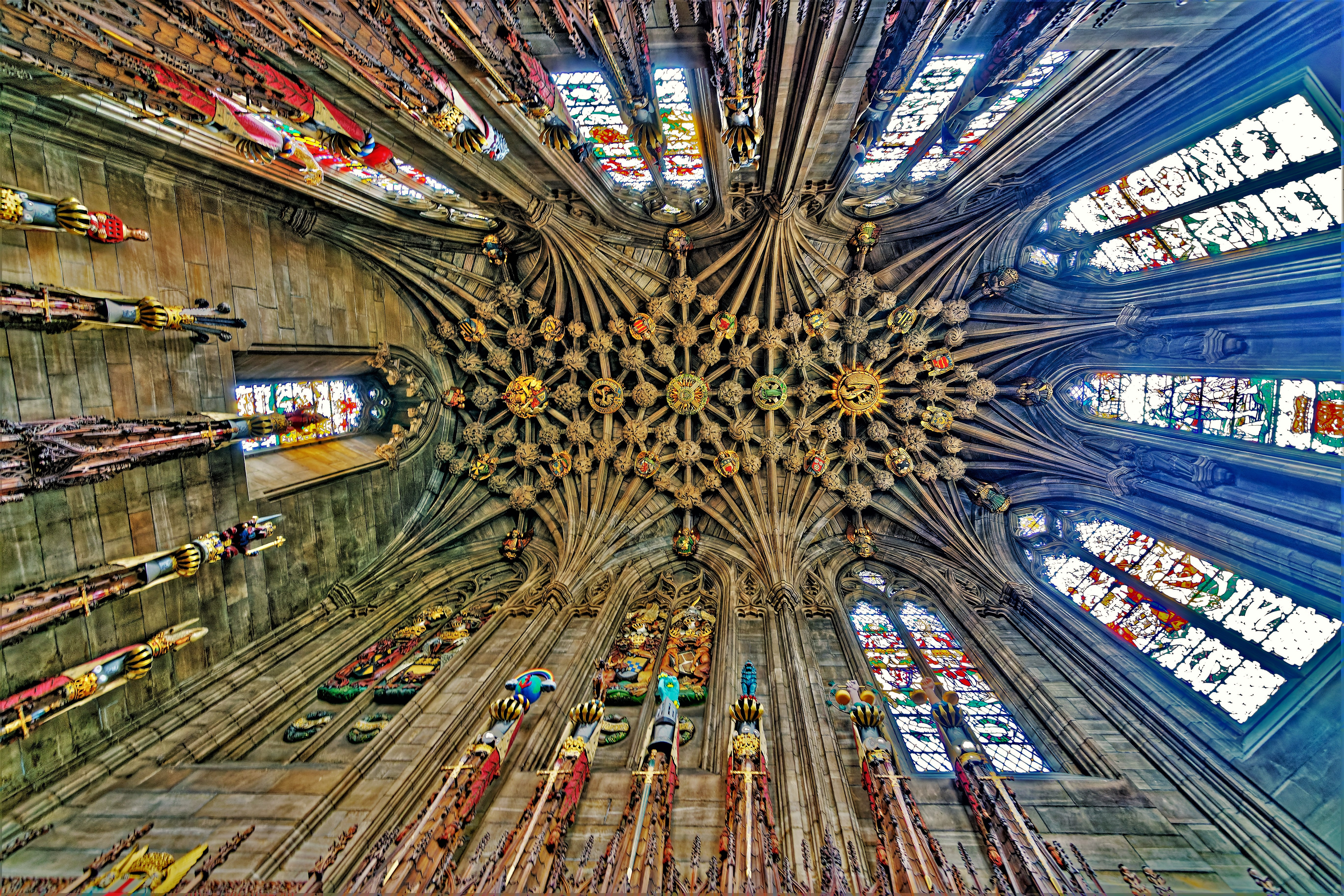
A Capela Thistle foi acrescentada em 1909 à catedral. A
cobertura (cofre) têm abóbada de combados polinervurada, artesoada e estrelada, com fechos (nós) decorados com vários bocetes ornados por elementos folclóricos. As nervuras secundárias limitam superfícies rebaixadas ou planas no topo da abóbada.

A Catedral de Santo Egídio ou São Gil (em inglês St. Giles' Cathedral) é uma catedral da Igreja da Escócia dedicada a Santo Egídio, santo padroeiro da cidade. Localizada na Milha Real de Edimburgo, esta catedral sido local de culto cristão desde o século XII. Em 1559, a igreja tornou-se local de culto protestante com John Knox, expoente da Reforma na Escócia, como seu ministro. É considerada a Igreja Matriz do Presbiterianismo.
A catedral foi sede de um bispo por pelo menos dois períodos do século XVII: de 1636 a 1638 e de 1661 a 1689, quando os bispos apoiados pela Coroa escocesa ganharam poder no Igreja da Escócia ("Kirk"). Durante a maior parte da história pós-reforma, a Igreja da Escócia não tem tido bispos, dioceses ou catedrais, mas mesmo assim o termo "catedral" ainda é utilizado.
Santo Egídio é a sede episcopal da cidade de Edimburgo. Cinco serviços são realizados todos os domingos, bem como serviços diários e os serviços especiais para o estado e as ocasiões cívicas. Seu ministro desde 2014 é o reverendo Calum MacLeod.